# Julius Heffner

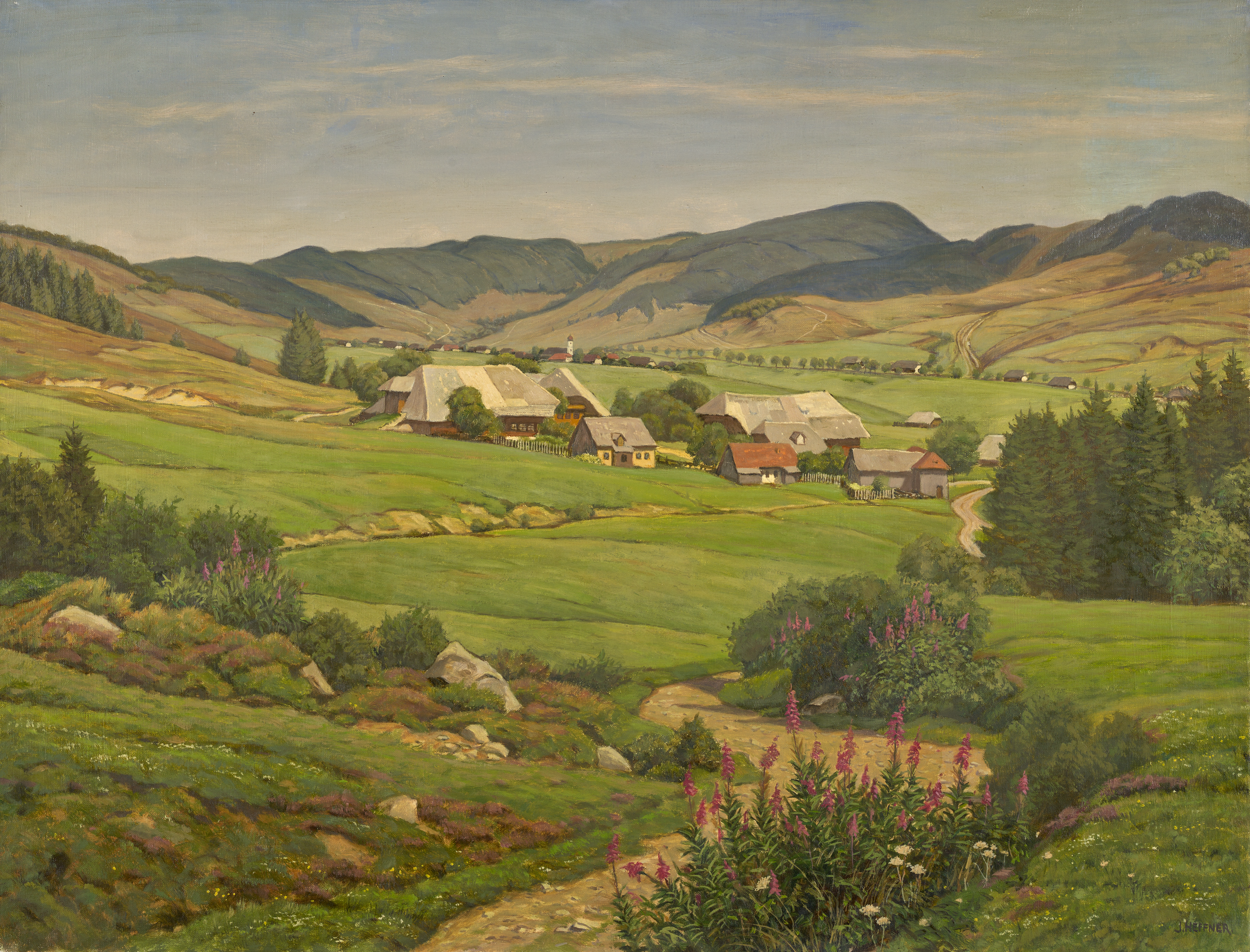
Gemälde von Julius Heffner

Julius Heffner (* 19. Februar 1877 in Bretzingen; † 2. Februar 1951 in Freiburg im Breisgau) war ein deutscher Lehrer und Maler.
Der Sohn des Landwirts Gustav Adolf Heffner und der Theresia Seubert studierte an der Baugewerkeschule Karlsruhe und arbeitete nach dem Examen ab 1899 als Gewerbelehrer, zuletzt von 1900 bis zur Pensionierung 1935 an der Gewerbeschule Freiburg.
Als Maler war er Autodidakt und malte vor allem Schwarzwaldlandschaften. Er war Mitglied der 1899 in Freiburg gegründeten Künstlervereinigung „Breisgauer Fünfer“ (zusammen mit Hermann Dischler, Fritz Reiss, Carl Schuster und Ludwig Zorn). Ab 1926 war er Mitglied der Ausstellungsgemeinschaft „Die Schwarzwälder“ und in der Zeit des Nationalsozialismus der Reichskammer der bildenden Künste. Er war u. a. 1940 mit zwei Ölgemälden auf der Großen Deutschen Kunstausstellung in München vertreten, von denen die Reichsführung der SS für 1500 RM Sommer im Schwarzwald erwarb.